# Samuel Vlčan
Samuel Vlčan (ur. 13 marca 1971 w m. Partizánske) – słowacki bankowiec i urzędnik państwowy, w latach 2021–2023 minister rolnictwa i rozwoju wsi.

## Życiorys
Absolwent studiów prawniczych na wydziale prawa Uniwersytetu Komeńskiego w Bratysławie (1995). Kształcił się też na Uniwersytecie Kalifornijskim w Berkeley. Zawodowo związany głównie z sektorem bankowym. Był członkiem zarządu banku Slovenská sporiteľňa, dyrektorem generalnym Hypo Alpe-Adria Banku w Bośni i Hercegowinie i dyrektorem generalnym banku Sberbank Slovensko. Od kwietnia do lipca 2020 był sekretarzem stanu w resorcie rolnictwa, wszedł następnie w skład działającej przy premierze rady doradczej do spraw rolnictwa i rozwoju wsi.
W czerwcu 2021 powołany na ministra rolnictwa i rozwoju wsi w rządzie Eduarda Hegera. W maju 2023 podał się do dymisji w związku z kontrowersjami dotyczącymi przyznanych jego przedsiębiorstwu funduszy unijnych; zakończył urzędowanie w tym samym miesiącu.